# Вайнонен, Василий Иванович
Васи́лий Ива́нович Вайно́нен (8 [21] февраля 1901, Санкт-Петербург — 23 марта 1964, Москва) — русский советский артист балета и балетмейстер. Заслуженный артист РСФСР (1939). Лауреат двух Сталинских премий (1947, 1949).

## Биография
Родился 8 (21) февраля 1901 года в Санкт-Петербурге. После окончания в 1919 году Петроградского хореографического училища (класс Владимира Пономарёва) до 1938 года работал в Ленинградском театре оперы и балета им. Кирова, где исполнял небольшие хара́ктерные партии.
Работу балетмейстера начал в 1920-е годы с постановки концертных номеров. Первая большая работа — постановка балета «Золотой век» Дмитрия Шостаковича в 1930 году. В 1932 году в Ленинградском театре оперы и балета осуществил постановку балета «Пламя Парижа» Бориса Асафьева, через год создал новую редакцию (1933), а в 1947 году перенёс его в Большой театр. Балет Петра Чайковского «Щелкунчик» был поставлен в 1934 в Театре им. Кирова, а в 1938 году — в Большом.
Творчество балетмейстера пришлось на годы становления социалистического искусства, когда ко всем видам искусства предъявлялись требования социалистического реализма. Применительно к балету эти требования требовали существенных новшеств. Новаторство Вайнонена сказалось в сближении с реальностью, постановке массовых танцев, использовании фольклора, например танца басков в балете «Пламя Парижа». Роль кордебалета, представлявшего народ, значительно возросла, он стал активным персонажем. Мужские групповые танцы были явлением принципиально новым для балета, они обеспечивали героизацию спектакля, в спектаклях преобладало бравурное, активное начало. Полученные Вайноненом награды (Сталинские премии) свидетельствуют о принятии его творческих методов коммунистическими идеологами, но каковы бы ни были причины появления данных новшеств, они существенно обогатили балетное искусство, расширив диапазон его возможностей.
В 1951—1953 годах возглавлял балетную труппу Новосибирского театра оперы и балета.
Был женат на Клавдии Армашевской, после кончины балетмейстера вдова оставила воспоминания о нём.
Умер 23 марта 1964 года. Похоронен в Москве на Новодевичьем кладбище.

## Репертуар вЛенинградском театре оперы и балета
- «Конёк-Горбунок», хореография хореография Мариуса Петипа и Александра Горского — Уральский танец
- «Раймонда», хореография Мариуса Петипа — Сарацинский танец
- «Петрушка», хореография Михаила Фокина, постановка Леонида Леонтьева — Арап
- «Спящая красавица», хореография Мариуса Петипа — Кот в сапогах
- «Фея кукол», хореография Николая и Сергея Легат — Паяц
- «Красный мак», балетмейстеры Фёдор Лопухов, Владимир Пономарёв и Леонид Леонтьев — Кок
- «Ледяная дева», балетмейстер Фёдор Лопухов — Юноши

### Первый исполнитель партий
- 1924 — «Времена года», хореография Мариуса Петипа, возобновление Леонида Леонтьева — Сатир
- 1924 — «Красный вихрь», балетмейстер Фёдор Лопухов — «шпана»
- 1926 — «Пульчинелла», балетмейстер Фёдор Лопухов — Юноша
- 1927 — «Байка про лису, петуха, кота да барана», балетмейстер Фёдор Лопухов — Баран

## Постановки вЛенинградском театре оперы и балета

### Танцы в операх
- 18 февраля 1926 — «Любовь к трём апельсинам» Сергея Прокофьева (дирижёр Владимир Дранишников, режиссёр Сергей Радлов, художник Владимир Дмитриев)
- 13 июня 1927 — «Воццек» Альбана Берга (дирижёр Владимир Дранишников, режиссёр Сергей Радлов, художник М. З. Левин)
- 16 февраля 1928 — «Борис Годунов» Модеста Мусоргского(дирижёр Владимир Дранишников, режиссёр Сергей Радлов, художник Владимир Дмитриев);
- 24 ноября 1928 — «Кавалер роз» Рихарда Штрауса (дирижёр Владимир Дранишников, режиссёр Сергей Радлов, художник Елизавета Якунина)
- 13 апреля 1929 — «Евгений Онегин» Петра Чайковского (дирижёр Александр Гаук, режиссёр Эммануил Каплан, художник Владимир Дмитриев)
- 25 января 1930 — «Черевички» Петра Чайковского (дирижёр Владимир Дранишников, режиссёр Эммануил Каплан, художник Владимир Дмитриев)— Молодёжный спектакль на сцене Оперного театра ленинградского Народного дома
- 14 июня 1931 — «Чёрный яр» Андрея Пащенко (дирижёр Сергей Ельцин, режиссёр Александр Винер, художник Владимир Дмитриев)
- 1933 — «Русалка» Александра Даргомыжского
- 1933 — «Аида» Джузеппе Верди
- 5 ноября 1934 — «Мазепа» Петра Чайковского (дирижёр Владимир Дранишников, режиссёр Александр Винер, художник Владимир Дмитриев).
- 4 ноября 1935 — «Пиковая дама» Петра Чайковского (дирижёр Владимир Дранишников, режиссёр Николай Смолич, художник Владимир Дмитриев)
- 19 ноября 1938 — «Щорс» Георгия Фарди (дирижёр Сергей Ельцин, режиссёр Журавленко и Милешко, художник Александр Константиновский)
- 22 февраля 1950 — «Мазепа» Петра Чайковского (дирижёр Борис Хайкин, режиссёр Илья Шлепянов, художник Константиновский)

### Балеты
- 26 октября 1930 — «Золотой век» Дмитрия Шостаковича (совместно с Леонидом Якобсоном и В. П. Чеснаковым; дирижёр Александр Гаук, режиссёр Эммануил Каплан, художник Валентина Ходасевич)
- 7 ноября 1932 — «Пламя Парижа» Бориса Асафьева (дирижёр Владимир Дранишников, режиссёр Сергей Радлов, художник Владимир Дмитриев)
- 18 февраля 1934 — «Щелкунчик» Петра Чайковского (дирижёр Евгений Мравинский, художник Н. Селезнёв)
- 1936 — «Пламя Парижа» Бориса Асафьева — новая редакция (дирижёр Евгений Дубовской, художник Владимир Дмитриев)
- 10 мая 1937 — «Партизанские дни» Бориса Асафьева (дирижёр Евгений Дубовской, художник Владимир Дмитриев)
- 22 марта 1938 — «Раймонда» Александра Глазунова по новому либретто созданному балетмейстером совместно с Юрием Слонимским, с использованием хореографии Мариуса Петипа (дирижёр Евгений Дубовской, художник Валентина Ходасевич)
- 29 декабря 1947 — «Милица» Бориса Асафьева (дирижёр Евгений Дубовской, художник Борис Волков)
- 16 декабря 1950 — «Пламя Парижа» Бориса Асафьева — новая редакция (дирижёр Евгений Дубовской, Владимир Дмитриев и Валерий Доррер)
- 21 марта 1954 — «Щелкунчик» Петра Чайковского — возобновление (дирижёр Борис Хайкин, художник Симон Вирсаладзе)

## Постановки вБольшом театре

### Балеты
- 6 июня 1933 — «Пламя Парижа» Бориса Асафьева (дирижёр Юрий Файер, художник Владимир Дмитриев)
- 28 апреля 1939 — «Щелкунчик» Петра Чайковского (дирижёр Юрий Файер, художник Владимир Дмитриев)
- 9 апреля 1947 — «Пламя Парижа» Бориса Асафьева — новая редакция (дирижёр Юрий Файер, художник Владимир Дмитриев)
- 16 января 1949 — «Мирандолина» Сергея Василенко (дирижёр Семён Сахаров, художник Ниссон Шифрин)
- 22 мая 1957 — «Гаянэ» Арама Хачатуряна (дирижёр Юрий Файер, режиссёр Эммануил Каплан, художник Вадим Рындин)

### Танцы в операх
- 14 января 1941 — «Черевички» Петра Чайковского (дирижёр Александр Мелик-Пашаев, режиссёр Рубен Симонов, художник Анатолий Петрицкий)
- 20 октября 1943 — «Травиата» Джузеппе Верди (дирижёр Семён Сахаров, режиссёр Борис Иванов, художник Борис Эрдман)
- 23 марта 1944 — «Царская невеста» Николая Римского-Корсакова (дирижёр Лев Штейнберг, режиссёр Борис Покровский, оформление Бориса Кустодиева)
- 26 октября 1948 — «Проданная невеста» Бедржиха Сметаны (дирижёр Кирилл Кондрашин, режиссёр Борис Покровский, художник Владимир Дмитриев; Сталинская премия, 1949)
- 5 ноября 1949 — «Галька» — Станислава Монюшко (дирижёр Кирилл Кондрашин, режиссёр Борис Покровский, художники Михаил Петровский и Михаил Сапегин)
- 16 мая 1953 — «Демон» Антона Рубинштейна (дирижёр Михаил Жуков, режиссёр Тициан Шарашидзе, художник Тамара Старженецкая)
- 30 декабря 1953 — «Травиата» Джузеппе Верди (дирижёр Александр Мелик-Пашаев, режиссёр Борис Покровский, художник Вадим Рындин)
- 30 декабря 1954 — «Снегурочка» Николая Римского-Корсакова (дирижёр Кирилл Кондрашин, режиссёр Борис Покровский, художник Вадим Рындин)
- 26 ноября 1955 — «Никита Вершинин» Дмитрия Кабалевского (дирижёр Александр Мелик-Пашаев, режиссёр Леонид Баратов, художник Вадим Рындин)

## Постановки вНовосибирском театре оперы и балета
- 1952 — танцы в опере «Тихий Дон» Ивана Дзержинского
- 1952 — «Половецкие пляски» в опере «Князь Игорь» Александра Бородина, хореография Михаила Фокина
- 1952 — «Берег счастья» Антонио Спадавеккиа
- 1952 — «Спящая красавица» Петра Чайковского, хореография Мариуса Петипа
- 1961 — «Щелкунчик» Петра Чайковского

## Постановки в других театрах
- 1928 — танцы в опере «Джонни наигрывает» Эрнста Кшенека (дирижёр Самуил Самосуд, постановка Смолича, художник Владимир Дмитриев) — Ленинградский Малый оперный театр
- 1937 — танцы в оперетте «Золотая долина» Исаака Дунаевского (дирижёр Сергей Орланский, постановка Соловьёва, художник Руди) — Ленинградский театр музыкальной комедии
- 1938 — танцы в оперетте «Свадьба в Малиновке», Бориса Александрова (дирижёр Сергей Орланский, постановка Энритона, художник Басов) — Ленинградский театр музыкальной комедии
- 1939 — танцы в опере «Дарвазское ущелье» Льва Степанова — Московский оперный театр им. К. С. Станиславского
- 1940 — танцы в опере «Станционный смотритель» Владимира Крюкова — Московский оперный театр им. К. С. Станиславского
- 1945 — танцы в опере «Кармен» Жоржа Бизе — Минский театр оперы и балета
- 1946 — «Арлекинада» Риккардо Дриго — Минский театр оперы и балета
- 1950 — «Щелкунчик» Петра Чайковского — Венгерский государственный оперный театр
- 1950 — танцы в опере «Сорочинская ярмарка» Модеста Мусоргского — Венгерский государственный оперный театр
- 1954 — «Щелкунчик» Петра Чайковского — Рижский театр оперы и балета
- 1960 — «Половецкие пляски» в опере «Князь Игорь» Александра Бородина, хореография Михаила Фокина — Казахский театр оперы и балета

## Либретто
- Совместно с Юрием Слонимским создал по произведениям Вальтера Скотта отличающееся от традиционного либретто для балета Глазунова «Раймонда», поставленного Вайоненом в Ленинградском театре оперы и балета
- Совместно с П. Маляревским создал по сказке Петра Ершова либретто для балета Родиона Щедрина «Конек-Горбунок», впервые поставленного балетмейстером Александром Радунским в Большом театре 4 марта 1960

## Награды и премии
- Сталинская премия первой степени (1947) — за балетный спектакль «Пламя Парижа» Б. В. Асафьева (1947)
- Сталинская премия второй степени (1949) — за оперный спектакль «Проданная невеста» Б. Сметаны (1948)
- заслуженный артист РСФСР (1939)
- орден «Знак Почёта» (1939)